# Erika Pykäläinen
Erika Pykäläinen (Hyvinkää, 21 aprile 2001) è una sciatrice alpina finlandese.

## Biografia
Specialista delle prove tecniche attiva dal novembre del 2017, Erika Pykäläinen ha esordito in Coppa Europa il 1º marzo 2018 a Zinal in slalom gigante (46ª), in Coppa del Mondo il 27 ottobre dello stesso anno a Sölden nella medesima specialità, senza completare la prova, e ai Campionati mondiali a Åre 2019, dove si è classificata 38ª nello slalom gigante e non ha completato lo slalom speciale; nella successiva rassegna iridata di Cortina d'Ampezzo 2021 si è piazzata 29ª nello slalom gigante, 9ª nella gara a squadre, non ha completato lo slalom speciale e non si è qualificata per la finale del parallelo. Ai XXIV Giochi olimpici invernali di Pechino 2022, sua prima presenza olimpica, non ha portato a termine né lo slalom gigante né lo slalom speciale; l'anno dopo ha preso parte ai Mondiali di Courchevel/Méribel 2023, classificandosi 30ª nello slalom gigante e non completando lo slalom speciale, e ha ottenuto il primo piazzamento in Coppa del Mondo, il 3 dicembre a Mont-Tremblant in slalom gigante (30ª). Il 10 gennaio 2025 ha conquistato, a Puy-Saint-Vincent nella medesima specialità, il primo podio in Coppa Europa (3ª) e ai successivi Mondiali di Saalbach-Hinterglemm 2025 non ha completato lo slalom gigante.

## Palmarès

### Coppa del Mondo
- Miglior piazzamento in classifica generale: 124ª nel 2024

### Coppa Europa
- Miglior piazzamento in classifica generale: 24ª nel 2025
- 1 podio:
  - 1 terzo posto

### Nor-Am Cup
- Miglior piazzamento in classifica generale: 29ª nel 2024
- 2 podi:
  - 1 secondo posto
  - 1 terzo posto

### Campionati finlandesi
- 12 medaglie:
  - 8 ori (slalom gigante nel 2018; supergigante, combinata nel 2019; supergigante, slalom gigante nel 2021; slalom gigante nel 2022; slalom gigante nel 2023; slalom gigante nel 2025)
  - 2 argenti (slalom speciale nel 2019; slalom speciale nel 2021)
  - 2 bronzi (discesa libera nel 2021; slalom speciale nel 2022)